# Rudgea magna
Rudgea magna är en måreväxtart som beskrevs av Paul Carpenter Standley. Rudgea magna ingår i släktet Rudgea och familjen måreväxter.
Artens utbredningsområde är Panamá. Inga underarter finns listade i Catalogue of Life.